# Melchior Cano

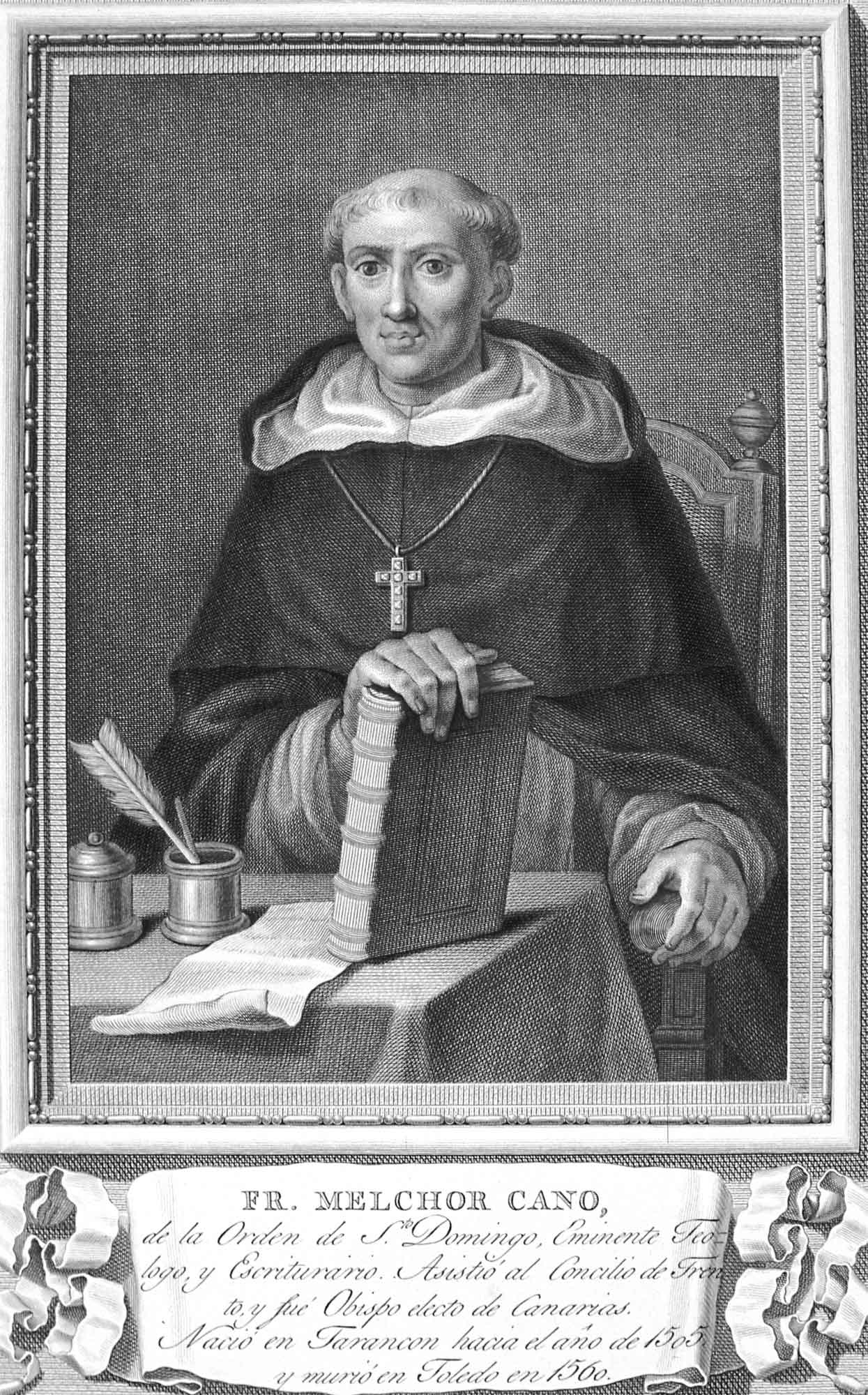
Melchior Cano

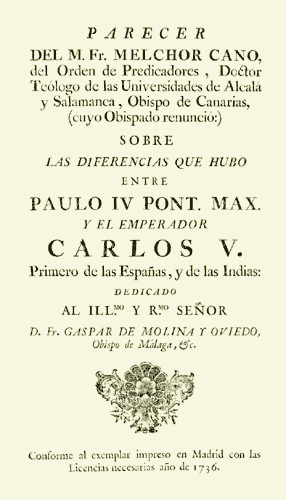
Parecer del M. fr. Melchor Cano dado al Señor Emperador Carlos V (1555).

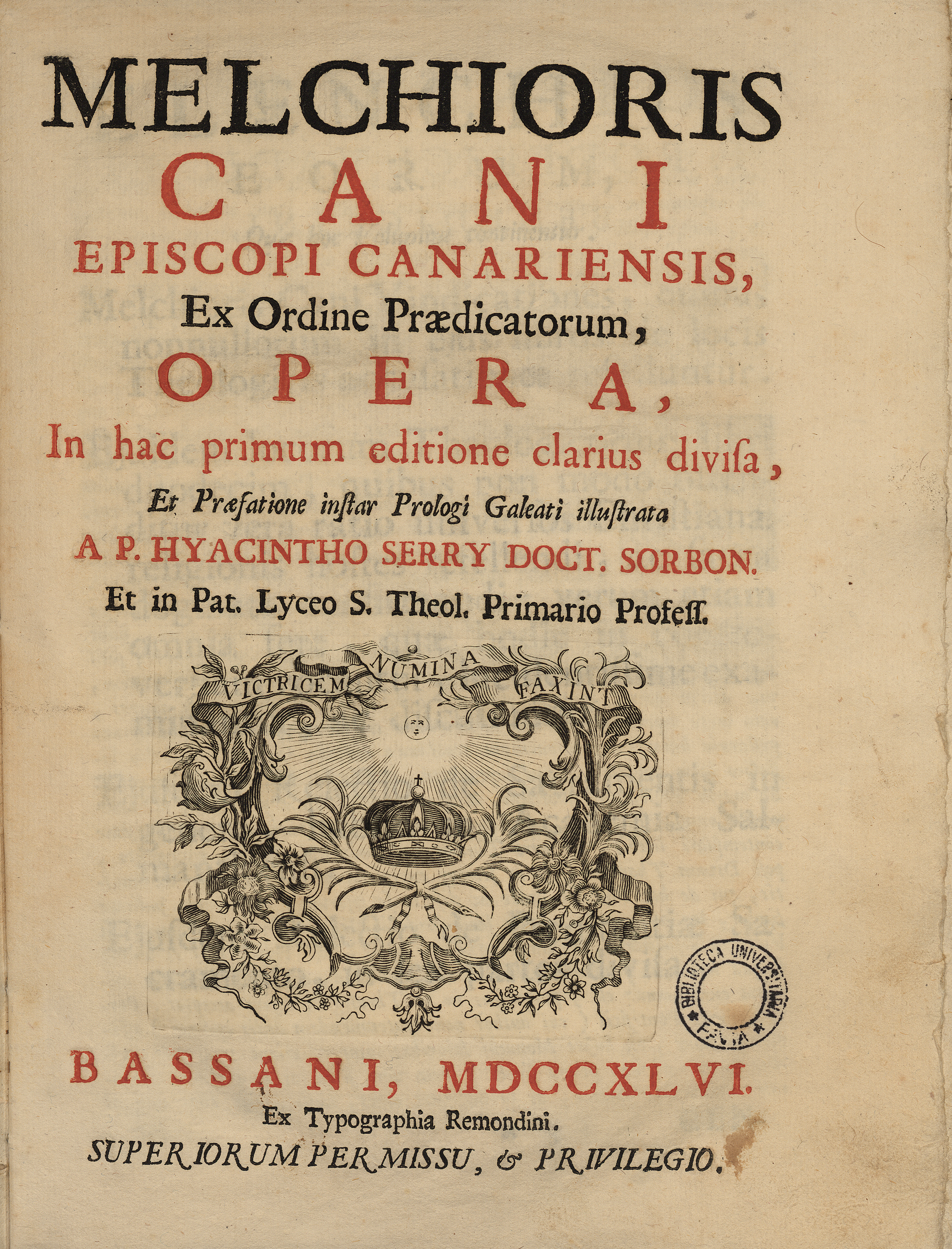
Opera, 1746

Melchior Cano oder Melchor Cano (* 6. Januar 1509 in Tarancón; † 30. September 1560 in Toledo) war ein spanischer Dominikaner und Theologe. Er war der Verfasser des einflussreichen De locis theologicis und gilt damit als Begründer der katholischen Fundamentaltheologie. Er war ein wichtiger Vertreter der Schule von Salamanca.

## Leben
Melchior Cano trat im Jahre 1523 in Salamanca in den Dominikanerorden ein. Im Jahr 1541 wurde er Professor der Philosophie, ab 1546 auch der Theologie. 1550 war Cano Mitglied der Kommission bei der Disputation von Valladolid über die zukünftige Behandlung der Indios in Amerika. Cano wurde wegen des schlechten Gesundheitszustands Francisco de Vitorias an dessen Stelle zum Konzil von Trient entsandt und galt dort als einer der wichtigsten Theologen.
Im Jahr 1552 wurde er zum Bischof der Kanarischen Inseln erhoben, trat dieses Amt jedoch nie an. 1554 verzichtete Cano auf alle Ämter und zog sich zunächst in den Konvent seines Ordens von Ávila zurück. 1554 wurde er Rektor des San Gregorio-Kollegs in Valladolid und 1557 Prior von St. Stephan in Salamanca. Im selben Jahr wurde er zum Ordensprovinzial gewählt, aber vom Papst nicht bestätigt. 1559 wiederum gewählt, erhielt er erst 1560, nach dem Tod Pauls IV., bei seinem Aufenthalt in Rom die päpstliche Bestätigung.
Cano war ein leidenschaftlicher Mensch, der sich dadurch viele Feinde machte. Er eiferte gegen den Jesuitenorden und kämpfte gegen Privilegien der Kirche; gegen seinen Ordensmitbruder Bartolomé de Carranza, mit dem er in wissenschaftlicher Konkurrenz stand, erstellte er ein ungünstiges Gutachten für die Inquisition, nahm aber auch Partei für den spanischen König und gegen Papst Paul IV. So hielt er die Predigt zum Autodafé in Valladolid am 21. Mai 1559, bei dem 200.000 teils hochrangige Zuschauer zugegen waren und 66 evangelische Christen verurteilt wurden, darunter Antonio Herrezuelo zum Tode durch Verbrennen und Leonor de Cisnere zu einer Bußstrafe.

## Bedeutung als Theologe
Canos bekanntestes Werk trägt den Titel „De locis theologicis“ und behandelt die Quellen (loci) theologischer Erkenntnis. Das Buch war für Jahrhunderte ein Lehrbuch für die theologische Erkenntnislehre und Methodologie.